# Сигнальний пістолет Шпагіна

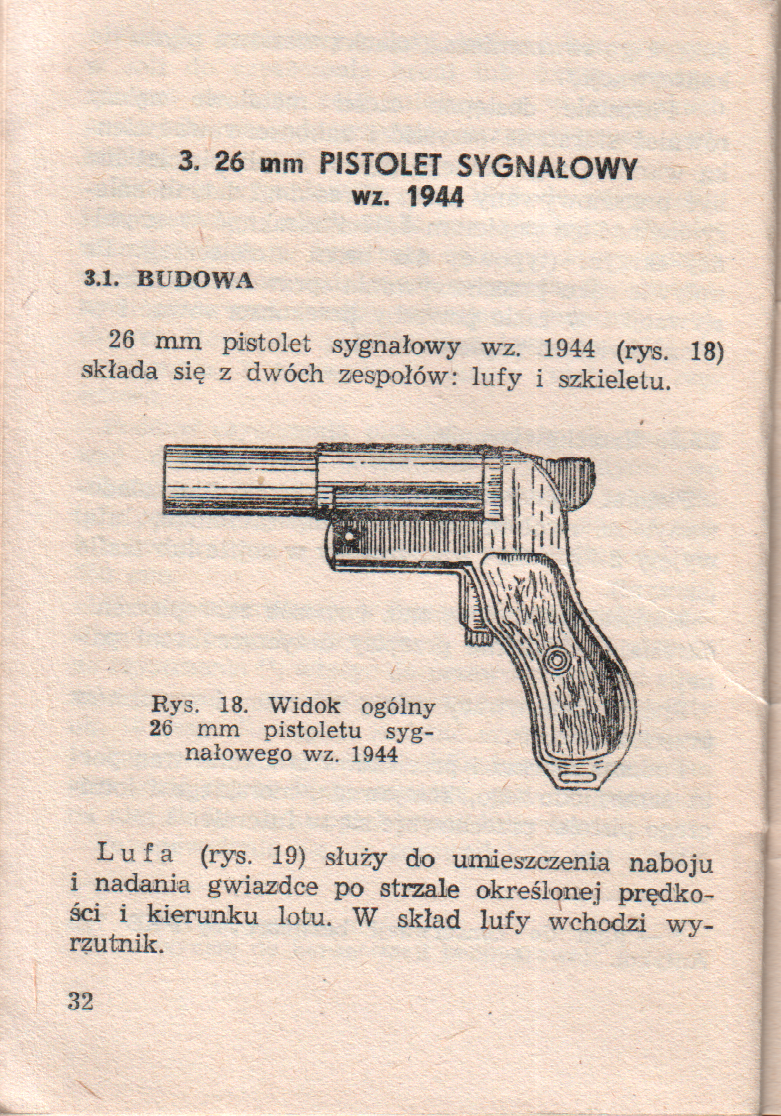
Загальний вигляд СПШ-44 (сторінка з польської інструкції до пістолета)

Сигнальний пістолет Шпагіна (СПШ) — радянський сигнальний пістолет (ракетниця).

## Історія
Пістолет розроблений Георгієм Шпагіним. У 1943 році на озброєння Червоної Армії взяли сигнальний пістолет СПШ-43 (іноді називався «Освітлювальний пістолет Шпагіна» — ОПШ-42). Через рік почалося виробництво модифікованої версії зі зміненим механізмом відкривання, при якому важіль був розміщений в нижній частині спускового гачка. Нова версія отримала позначення СПШ-44 (використовується також інша назва — СПШ-2).

## Конструкція
Пістолет складається з наступних частин:
- гладкий ствол
- рамка
- щічки
- курок
- бойова пружина
- виштовхувач
- опорна планка бойової пружини
- екстрактор
- ударник
- пружина ударника
- спусковий гачок
- закривка ствола
- трубчата вісь
- пружина спускового гачка і закривки ствола

Прицільні пристосування відсутні.

## Тактико-технічні характеристики
- Боєприпас — 26-мм сигнальний набій на базі мисливського набою 4-го калібру з сигнальною «зіркою» замість дробу.
- Однозарядний; боєкомплект з 10 набоїв у кобурі.
- Маса незарядженого пістолета — 900 г
- Маса зарядженого пістолета — 960-975 г
- Довжина — 22 см
- Довжина ствола — 15 см
- Швидкострільність — 10-12 пострілів/хв
- Дальність польоту «зірки» — 150 м
- Максимальна висота підйому «зірки» — 120 м

## Варіанти і модифікації
- Keserű Muvek Rubber Protector — однозарядний травматичний пістолет, виготовлений угорською фірмою «Keserű» шляхом переробки СПШ. Має роздільне заряджання 28-мм гумовою кулею і холостим револьверним патроном .380 Knall.
- Аварійний лінемет АЛ-1 — пристрій, який використовується для перекидання ліня (мотузки) з одного судна на інше, з судна на берег або з берега на судно для подальшої подачі буксирного або швартового каната, для подачі ліня (мотузки) в важкодоступні зони для проведення рятувальних та інших робіт в екстремальних ситуаціях (пожежа , землетрус, повінь). АЛ-1 має ствол більшого калібру, додаткову рукоятку над стволом і використовує вкорочені холості набої. АЛ-1 може заряджатись стандартними сигнальними набоями і використовуватись як ракетниця.

## СПШ у масовій культурі

### У кінематографі
- Людина-акула
- Стомлені Сонцем 2: Передстояння — поранений боєць Червоної Армії використав СПШ проти німецького бомбардувальника; на момент подій фільму (жовтень 1941 року) пістолет ще не був розроблений.
- Гвардія — СПШ використала сепаратистка Семенівна для виклику підкріплення.